# Мозес Тануї
Мозес Тануї  (англ. Moses Tanui, 20 серпня 1965) — кенійський легкоатлет, олімпієць.

## Виступи на Олімпіадах
| Олімпіада      | Дисципліна           | Місце |
| -------------- | -------------------- | ----- |
| Сеул 1988      | біг на 10 000 метрів | 8     |
| Барселона 1992 | біг на 10 000 метрів | 8     |